# Царскосельская художественная премия
Царскосельская художественная премия — российская награда, ежегодно вручаемая с 1993 года за творческий вклад в развитие российской культуры и искусства и укрепление международных культурных связей. Существует особая номинация — для меценатов.
Название дано в память об Императорском Царскосельском лицее (с 1843 по 1917 годы — Александровский лицей) — привилегированном высшем учебном заведении для детей дворян в Российской империи, которое располагалось в Царском Селе с 1811 по 1843 годы. 
Учредители премии: Всероссийский музей А. С. Пушкина, предприниматель Борис Блотнер, автор-исполнитель Александр Дольский, писатель Виктор Кривулин, композитор Сергей Курёхин, кинорежиссёр Александр Сокуров, писатель Николай Якимчук.
Символы премии — бронзовые скульптуры Екатерины II, Анны Ахматовой, Осипа Мандельштама работы Сергея Алипова и Павла Шевченко.